# Chilothorax dzongensis
Chilothorax dzongensis är en skalbaggsart som beskrevs av Rudolph Petrovitz 1976. Chilothorax dzongensis ingår i släktet Chilothorax och familjen Aphodiidae. Inga underarter finns listade i Catalogue of Life.